# Man-Bat
Man-Bat (även känd som The Werebat) är en fiktiv seriefigur som förekommer i serietidningar som publicerats av DC Comics, vanligtvis som en motståndare till Batman, men ibland framställd som en heroisk figur. Han dök först upp i Detective Comics # 400 (1970) och skapades av Frank Robbins och Neal Adams. Man-Bat var stjärnan i sin egen självbetitlade serie 1975-1976, som varade två nummer innan den avslutades.

## Fiktiv biografi
Dr. Kirk Langstrom är en vetenskapsman som specialiserat sig på att studera fladdermöss. Han arbetar en dag på ett serum som ska kunna ge människor ekolodiska förmågor, på samma sätt som fladdermöss. Han testar denna formel på sig själv eftersom han håller på att förlora hörseln. Serumet fungerar, men har en hemsk bieffekt. Kirk förvandlas till ett monster, som är hälften människa och hälften fladdermus. Serumet begränsar även hans intelligens, och han sprider skräck i Gotham City. Man-Bat kommer slutligen i konflikt med Batman, som så småningom lyckas fånga honom och ger honom ett motgift.
Kirk tar dock så småningom serumet igen. Han lurar även sin fru, Francine Langstrom, till att dricka det, och hon går igenom samma förvandling, och blir She-Bat. Tillsammans terroriserar de staden tills Batman återigen kan hitta ett botemedel.
Langstrom förbättrar sedan sitt serum så att han fortfarande förvandlas till en fladdermus, men behåller sitt mänskliga intellekt och får kontroll över sina handlingar efter förvandlingen. Under en tid arbetar han som detektiv och brottsbekämpare, tills han återfaller till sina djuriska instinkter. Detta gör att han åter igen slåss mot Batman vid ett flertal tillfällen.
Efter detta har även andra personer förvandlats till Man-Bat, däribland medlemmar av League of Assassins.

## Krafter och förmågor
Som Man-Bat blir hans styrka, smidighet och uthållighet förbättrade till övermänskliga nivåer. Kirk får en extra uppsättning av lemmar som bildar läderartade fladdermusvingar som ger honom förmågan att flyga. Han får även har superkänslig hörsel och naturlig ekolod. Han kan avge högfrekventa ljudvågor och höra de ekon som de gör när de studsar mot närliggande objekt, vilket gör Man-Bat fullt kapabel att jaga i kolsvart mörker.
Om han stannar i Man-Bats form för länge förlorar han kontrollen över sin djuriska sida och arbetar enbart på instinkt, vilket gör honom benägen att skada både vänner och fiender.